# Mesocèfal
Mesocèfal (del prefix meso, al mig, i el grec antic Kephalé, cap) vol dir que hom té un cap mitjà, prenent com a comparatius els braquicèfals i els dolicocèfals. S'entén per mitjà tant la seva longitud des del front a la part posterior, com la seva amplada, d'un costat a l'altre, mirant des de dalt. Derivació: Mesocefàlia